# Persone di cognome Bernardi
| Questa pagina contiene informazioni ricavate automaticamente dalle voci biografiche con l'ausilio del template Bio e di un bot. L'aggiornamento è periodico e automatico e ricostruisce completamente la pagina. Se manca una persona in questa lista, sei pregato di non aggiungerla, ma accertati piuttosto che la sua voce biografica contenga il template Bio e che i dati anagrafici siano correttamente compilati. Se il template Bio manca, inseriscilo tu stesso o, in alternativa, metti l'avviso {{tmp\|Bio}} che ne segnala la mancanza. Se i dati riportati sono sbagliati, correggi direttamente la voce biografica; le modifiche saranno visibili in questa lista entro pochi giorni. Per chiarimenti vedi il progetto antroponimi. La lista contiene solo le 70 persone che sono citate nell'enciclopedia e per le quali è stato implementato correttamente il template Bio. Pagina aggiornata al 23 apr 2025. |

Questa è una lista di persone presenti nell'enciclopedia che hanno il cognome Bernardi, suddivise per attività principale.

## Allenatori di calcio(3)
- Alberto Bernardi, allenatore di calcio e calciatore italiano (Torino, n. 1977)
- José Oscar Bernardi, allenatore di calcio e ex calciatore brasiliano (Monte Sião, n. 1954)
- Lucas Bernardi, allenatore di calcio e ex calciatore argentino (Rosario, n. 1977)

## Allenatori di pallacanestro(2)
- Massimo Bernardi, allenatore di pallacanestro italiano (Santarcangelo di Romagna, n. 1960)
- Virginio Bernardi, allenatore di pallacanestro italiano (Caserta, n. 1954)

## Allenatori di pallavolo(1)
- Lorenzo Bernardi, allenatore di pallavolo e ex pallavolista italiano (Trento, n. 1968)

## Alpinisti(1)
- Mauro Bernardi, alpinista e ex sciatore alpino italiano (Bolzano, n. 1957)

## Antropologi(1)
- Bernardo Bernardi, antropologo, saggista e africanista italiano (Medicina, n. 1916 - Roma, † 2007)

## Arbitri di calcio(1)
- Giorgio Bernardi, arbitro di calcio italiano (Bologna, n. 1912 - Bologna, † 1988)

## Arcivescovi cattolici(1)
- Ferdinando Bernardi, arcivescovo cattolico italiano (Castiglione Torinese, n. 1874 - Taranto, † 1961)

## Artisti marziali(1)
- Matteo Bernardi, artista marziale italiano (Padova, n. 1990)

## Astronomi(1)
- Fabrizio Bernardi, astronomo italiano (Pomezia, n. 1972)

## Atleti paralimpici(1)
- Christian Bernardi, atleta paralimpico sammarinese (Città di San Marino, n. 1970)

## Attori(2)
- Herschel Bernardi, attore statunitense (New York, n. 1923 - Los Angeles, † 1986)
- Nerio Bernardi, attore italiano (Bologna, n. 1899 - Roma, † 1971)

## Attrici(4)
- Erika Bernardi, attrice e personaggio televisivo italiana (Palmanova, n. 1976)
- Isabella De Bernardi, attrice e pubblicitaria italiana (Roma, n. 1963 - Milano, † 2021)
- Lina Bernardi, attrice italiana (Latina, n. 1938)
- Christian Serratos, attrice e modella statunitense (Pasadena, n. 1990)

## Avvocati(1)
- Adriano Bernardi, avvocato e politico italiano (Trento, n. 1898 - † 1973)

## Bassisti(1)
- Björn Hodestål, bassista italiano (Dolo, n. 1981)

## Bobbisti(1)
- Claudio Bernardi, ex bobbista italiano (Cortina d'Ampezzo, n. 1958)

## Calciatori(5)
- Antonio Bernardi, ex calciatore italiano (Roma, n. 1976)
- Arrigo Bernardi, ex calciatore belga (n. 1950)
- Christian Bernardi, calciatore argentino (Córdoba, n. 1990)
- Luigi Bernardi, calciatore e allenatore di calcio italiano (Verona, n. 1907 - † 1979)
- Marco Bernardi, calciatore sammarinese (Città di San Marino, n. 1994)

## Cantautori(1)
- Gaspare Bernardi, cantautore e poeta italiano (Pievepelago, n. 1957)

## Ciclisti su strada(1)
- Mirko Bernardi, ex ciclista su strada italiano (Torrile, n. 1953)

## Compositori(2)
- Bartolomeo Bernardi, compositore e violinista italiano (Bologna, n. 1660 - Copenaghen, † 1732)
- Stefano Bernardi, compositore italiano (Verona, n. 1580 - Verona, † 1637)

## Diplomatici(1)
- Temistocle Bernardi, diplomatico e politico italiano (L'Aquila, n. 1871 - Roma, † 1962)

## Direttori d'orchestra(1)
- Mario Bernardi, direttore d'orchestra e pianista canadese (Kirkland Lake, n. 1930 - Toronto, † 2013)

## Funzionari(1)
- Paolo Bernardi, funzionario e politico italiano (Venezia, n. 1856 - Roma, † 1922)

## Giocatori di calcio a 5(1)
- Marcos Bernardi, ex giocatore di calcio a 5 brasiliano (n. 1974)

## Giocatori di curling(1)
- Matteo Bernardi, giocatore di curling italiano (Pieve di Cadore, n. 1991)

## Giornalisti(1)
- Marziano Bernardi, giornalista, saggista e scrittore italiano (Torino, n. 1897 - Torino, † 1977)

## Hockeisti su ghiaccio(1)
- Paolo Bernardi, hockeista su ghiaccio italiano (Cortina d'Ampezzo, n. 1944 - † 2015)

## Incisori(1)
- Giovanni Bernardi, incisore, medaglista e orafo italiano (Castel Bolognese, n. 1494 - Roma, † 1553)

## Inventori(1)
- Enrico Bernardi, inventore italiano (Verona, n. 1841 - Torino, † 1919)

## Musicologhe(1)
- Paola Bernardi, musicologa e clavicembalista italiana (Vicenza, n. 1930 - Roma, † 1999)

## Pallavoliste(1)
- Liliana Bernardi, ex pallavolista italiana (Slovenia, n. 1960)

## Pediatri(1)
- Marcello Bernardi, pediatra, pedagogista e saggista italiano (Rovereto, n. 1922 - Milano, † 2001)

## Piloti motociclistici(2)
- Cesare Bernardi, pilota motociclistico italiano (Camerino, n. 1959)
- Luca Bernardi, pilota motociclistico sammarinese (San Marino, n. 2001)

## Pistard(1)
- Guido Bernardi, pistard italiano (Pontenure, n. 1921 - Pontenure, † 2002)

## Pittori(3)
- Pietro Bernardi, pittore italiano (Verona - † 1623)
- Roberto Bernardi, pittore italiano (Todi, n. 1974)
- Romolo Bernardi, pittore e scultore italiano (Barge, n. 1876 - Torino, † 1956)

## Politici(4)
- Achille Bernardi, politico italiano (Bra, n. 1823)
- Antonio Bernardi, politico italiano (Reggio nell'Emilia, n. 1941)
- Guido Bernardi, politico italiano (Sezze, n. 1923 - † 1995)
- Guido Bernardi, politico italiano (Trento, n. 1895 - † 1972)

## Presbiteri(2)
- Giuseppe Bernardi, presbitero italiano (Caraglio, n. 1897 - Boves, † 1943)
- Jacopo Bernardi, presbitero, educatore e patriota italiano (Follina, n. 1813 - Follina, † 1897)

## Registi(1)
- Marco Bernardi, regista e direttore teatrale italiano (Trento, n. 1955)

## Sceneggiatori(1)
- Piero De Bernardi, sceneggiatore italiano (Prato, n. 1926 - Milano, † 2010)

## Sciatori alpini(1)
- Gregorio Bernardi, sciatore alpino italiano (n. 2004)

## Sciatrici alpine(1)
- Vicky Bernardi, sciatrice alpina italiana (n. 2002)

## Scrittori(1)
- Luigi Bernardi, scrittore, saggista e sceneggiatore italiano (Ozzano dell'Emilia, n. 1953 - Bologna, † 2013)

## Scrittrici(1)
- Rut Bernardi, scrittrice, giornalista e traduttrice italiana (Ortisei, n. 1962)

## Scultori(2)
- Bernardo Bernardi, scultore italiano (Bologna)
- Giuseppe Bernardi, scultore e intagliatore italiano (Pagnano, n. 1694 - Venezia, † 1773)

## Sociologi(1)
- Ulderico Bernardi, sociologo italiano (Oderzo, n. 1937 - Treviso, † 2021)

## Storiche(1)
- Simonetta Bernardi, storica italiana (Roma, n. 1940 - Roma, † 2021)

## Storici(1)
- Andrea Bernardi, storico italiano (San Giovanni in Persiceto, n. 1450 - Forlì, † 1522)

## Tenori(1)
- Giuliano Bernardi, tenore italiano (Ravenna, n. 1939 - Ravenna, † 1977)

## Vescovi cattolici(2)
- Antonio Bernardi, vescovo cattolico e filosofo italiano (Mirandola, n. 1502 - Bologna, † 1565)
- Giacomo Bernardi, vescovo cattolico italiano (Sant'Annapelago, n. 1799 - Massa, † 1871)

## Senza attività specificata(1)
- Senesino, cantante castrato italiano (Siena, n. 1686 - Siena, † 1758)